# Бойзи (окръг)
Вижте пояснителната страница за други значения на Бойзи.
Окръг Бойзи (на английски: Boise County) е окръг в щата Айдахо, Съединени американски щати. Площ 4938 km², (2,28% от площта на щата, 14-о място по големина). Население – 7290 души (2017), 0,49% от населението на щата, 34-то място по население в щата, гъстота 1,5 души/km². Административен център град Айдахо Сити.
Окръгът е разположен в централната част на щата. Граничи със следните окръзи: на запад – Джем, на север – Вали, на изток – Къстър, на юг – Елмор, на югозапад – Ейда. Релефът е планински. Източните части са заети от планината Сотут, а югоизточните – от планината Бойзи, части от Скалистите планини. Максималните височини са на изток в планината Сотут: връх Олд Хидман (3266 m), Елк (3225 m). Основни реки в окръга са горното течение на река Пайет с двете съставящи я реки Южен Пайет (цялото течение е на територията на окръга) и Северен Пайет (само най-долното течение) и река Бойзи (по течението ѝ преминава голяма част от границата с окръг Елмор), десни притоци на Снейк.
Най-голям град в окръга е град Хорейшо Бенд 707 души (2010 г.), административният център Айдахо Сити е с 485 души (2010 г.).
През окръга не преминават участъци от Междущатски магистрали и междущатски шосета:
Окръгът е образуван на 4 февруари 1864 г. и е наименуван в чест на протичащата по южната граница на окръга река Бойзи. През 1862 г. на територията на окръга са били открити златни находища и през 1863 населението на окръга надхвърля 17 хил. души. За 2 десетилетия след откриването им било добито злато за сума над 250 млн. долара, повече от тази получена от златните трески в Калифорния и Клондайк. По време на пика на добива на злато град Айдахо Сити е бил най-големият град в северозападната част на САЩ и притокът на нови преселници довежда до създаването на т.нар. територия Айдахо, предшественица на днешния щат Айдахо.